# Juliette Adam

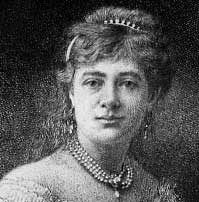
Juliette Lambert Adam (ohne Jahr, Veröffentlichung des Fotos 1904)

Juliette Adam (geborene Lamber(t), 4. Oktober 1836 in Verberie; gestorben 23. August 1936 in Callian) war eine französische Schriftstellerin, Polemikerin, republikanische Salonnière und Frauenrechtlerin.

## Leben
Juliette Adam war die Tochter des Landarztes Jean-Louis Lambert.
Im Jahr 1852 heiratete sie den Anwalt Alexis La Messine. Nach dessen Tod 1867 heiratete 1868 sie in zweiter Ehe Antoine Edmond Adam (1816–1877), der ebenfalls Anwalt und Abgeordneter der republikanischen Linken war, die Crédit foncier (Bodenkredit) gründete, ab 1870 Polizeipräfekt und später Senator auf Lebenszeit war. Von 1904 bis zu ihrem Tod im Jahr 1936 lebte sie auf einem Landgut in Gif-sur-Yvette. Sie starb fast einhundertjährig während eines Aufenthaltes im südfranzösischen Callian.

## Leistungen
1858 veröffentlichte Juliette Adam ihre Schrift Idees antiproudhoniennes sur l’amour, la femme et le marriage, in der sie Daniel Stern (Marie d’Agoult) und ihre langjährige Freundin George Sand verteidigte.
In den 1870er Jahren eröffnete sie in Paris einen Salon, der unter anderem regelmäßig von Adolphe Thiers, Léon Gambetta und anderen republikanischen und liberalen Politikern und Literaten besucht wurde, die sich der konservativen Reaktion der Dritten Französischen Republik widersetzten. Demselben Ziel diente auch die Zeitschrift Nouvelle Revue, die sie 1879 gründete, in den ersten acht Jahren ihres Bestehens selbst herausgab und in deren Leitung sie bis 1899 einen maßgeblichen Einfluss bewahrte. Sie veröffentlichte Schriften von Paul Bourget, Pierre Loti und Guy de Maupassant. 1896 gab sie Octave Mirbeaus Roman Le Calvaire heraus.
Sie verfasste Artikel zur Außenpolitik, in denen sie vielfach und unaufhörlich Bismarck angriff und eine Revanche für die Niederlage im Deutsch-Französischen Krieg 1870–1871 forderte. Sie setzte sich für ein Bündnis Frankreichs mit Russland ein. Während der Dreyfus-Affäre agitierte sie gegen Dreyfus und dessen Verteidiger. Um die Jahrhundertwende war sie Mitglied der Ligue de la patrie française, die sich als antidreyfusardische Bewegung gegründet hatte. Sie unterstützte die ultra-rechte Action française und kämpfte gegen die angeblichen „geheimen Mächte“ des internationalen Judentums, des Marxismus und der Freimaurerei.
Von Georges Clemenceau, damals Premierminister Frankreichs, wurde sie nach dem Ersten Weltkrieg zur Unterzeichnung des Versailler Friedensvertrags eingeladen.
Im Jahr 1882 erwarb Juliette Adam das Landgut der Abtei Notre-Dame in Gif-sur-Yvette und gründete dort eine Dependance ihres populären Pariser Salons. Im Jahr 1890 öffnete sie den bislang ausgewählten Männern vorbehaltenen Salon den Frauen und der gesamten Pariser Gesellschaft.
Der bekannteste von Adams Romanen ist das 1883 erschienene Werk Paienne. Ihre Memoiren Mes premieres armes litteraires et politiques (1904) und Mes sentiments et nos idees avant 1870 (1905) enthalten unter anderem eine Menge interessanter Nebensächlichkeiten über ihre angesehenen und hochgestellten Zeitgenossen.
Juliette Adam wurde in Unkenntnis oder fälschlich die Autorenschaft der Artikelserie La Societé Berlinoise zugeschrieben, gehässiger Kurzbeschreibungen des deutschen Kaisers, seiner Familie und des gesamten Berliner Establishments, die in der Nouvelle Revue unter dem Pseudonym Comte Paul Vasili erschien. Wenngleich Adam als Herausgeberin fungierte, stammt der Text von Catherine Radziwill.

## Werke (Auswahl)
- Idées antiproudhoniennes sur l’amour, la femme et le mariage, 1858
- Laide, 1878
- Grecque, 1879
- Païenne, 1883
- Le roman de mon enfance et de ma jeunesse. Paris, Alphonse Lemerre, 1902–1910, 7 vol.

falsche Zuordnung
- Hof und Gesellschaft in Berlin 1884 : Das Skandalbuch aus Frankreich von Graf Paul Vassili. Berlin : Berlin Story, 2006